# وری‌ساین
شرکت وری‌ساین (به انگلیسی: VeriSign)، شرکتی آمریکایی مستقر در دالس، ویرجینیا است که فعالیت‌های گوناگونی را در زمینهٔ زیرساخت‌های شبکه از جمله دو مورد از سیزده ریشه کارگزار نام (به انگلیسی: Root nameserver) اینترنت، دامنه‌های سطح‌بالای عام برای ‎.com،
‎.net، ‎.cc، ‎.name، و ‎.tv را انجام می‌دهد.
همچنین وری‌ساین انواع گوناگونی از سرویس‌های امنیتی را در حیطه اعطای مهر اطمینان (به انگلیسی: Trust Seal)، گواهی دیجیتال، پردازش پرداخت‌ها و ... انجام می‌دهد.
سرویس پردازش پرداخت‌های پیشین شرکت در سال ۲۰۰۵ به شرکت ای‌بی واگذار شد.
برایان رابینز مدیر ارشد مالی شرکت وری‌ساین در اوت ۲۰۱۰ خبر از نقل مکان شرکت به دالس ویرجینیای شمالی در سال ۲۰۱۱ به دلیل واقع شدن ۹۵٪ از فعالیت‌های تجاری آن در ساحل شرقی ایالات متحده آمریکا داد.